# Blunaki (osada)
Blunaki – osada w Polsce, w województwie pomorskim, w powiecie sztumskim, w gminie Dzierzgoń.
W latach 1975–1998 miejscowość administracyjnie należała do województwa elbląskiego.